# شانا زولمن
شانا زولمن (انگلیسی: Shanna Zolman؛ زادهٔ ۷ سپتامبر ۱۹۸۳) بازیکن بسکتبال اهل ایالات متحده آمریکا است.